# لخضر بورقعة
لخضر بورڤعة (15 مارس 1933 - 4 نوفمبر 2020)، هو ناشط سياسي وعسكري جزائري سابق شارك في حرب التحرير الجزائرية، كان له دور في الولاية الرابعة التاريخية أثناء الغزو الفرنسي للجزائر.

## حياته
ولد في 15 مارس 1933 بقرية أولاد حركات التابعة لبلدية اولاد جلال  ولاية بسكرة ، ابن علي بن قويدر بن الشيخ يحي ومبرك عائشة بنت ميلود.
تلقى تعليمه الأولي في المدارس القرآنية في الأطلس البليدي (أولاد تركي، سيدي المهدي، زروالا...). كان ولوجه لعالم السيايسة مبكرًا تزامنًا مع الاضطرابات التي أدت، حسب قوله، إلى مقتل أكثر من اثني عشر شخصًا في المنطقة خلال انتخابات المندوبين إلى الجمعية الجزائرية في أبريل 1948. وتمكن من الاقتراب من مناضلي حركة انتصار الحريات الديمقراطية وأعضاء في المنظمة السرية مثل ديدوش مراد، وبن محال، ولخضر رباح، وسي الطيب دوغلالي الذين لجأوا إلى أسرته في عام 1952.

## الخدمة العسكرية والثورة
أدى خدمته العسكرية في مستغانم، ثم في بريانسون في فرنسا مع صيادي جبال الألب. عند إرساله إلى آسفي في المغرب، هرب في مارس 1956 مع مجموعة دُعيت للانضمام إلى جبهة التحرير الوطني. وأجرى اتصالات مع جيش التحرير الوطني رفقة الفارين الآخرين في منطقة تلمسان. لكن مسؤوليها المحليين اكتفوا بتجريدهم من أسلحتهم والسماح لهم بالعودة إلى الجزائر العاصمة. جُند في منطقة الشبلي جيش التحرير الوطني، وبعد أن أصيب بالقرب من بوفاريك، غادر المتيجة لاستغلال تدريبه السابق صيادًا في جبال الألب واكتسابه معرفة كبيرة بالمنطقة الجبلية من جبل بوزقزة إلى جبال الونشريس. رقي إلى رتبة ملازم ثان وأصبح قائد الكتيبة الزبيرية الشهيرة(1) التي استخدمها العقيد سي محمد لمرافقته في رحلاته الطويلة. عُين قبيل الاستقلال في مجلس قيادة الولاية الرابعة ثم عين عضواً في المجلس الوطني للثورة.

## بعد الاستقلال
بعد استقلال الجزائر في 5 يوليو 1962، انتخب في سبتمبر من نفس العام في انتخابات المجلس الثوري الحاكم عن دائرة المدية ثم ما لبث أن توترت علاقته برفاق السلاح فاعتقل في 5 يوليو 1968 بتهمة التحالف مع كريم بلقاسم والطاهر زبيري فيما عرف بتصفية الساحة للرئيس هواري بومدين وفي يوم 7 أبريل 1969 حكم عليه بالسجن 30 سنة قضى منها ثماني سنوات متنقلا بين سجون وهران ولامبيز وتيزي وزو والحراش إلى غاية سنة 1975 حيث افرج عنه إثر عفو رئاسي بمناسبة الذكرى العاشرة لِما يسمى بالتصحيح الثوري.

## دوره في الحراك الشعبي
في 5 مارس 2019 وجه لخضر بورقعة رسالة في فيديو بث على الإنترنت قال فيه «أتمنى أن يكون الجيش الوطني الشعبي في مستوى الظرف الحالي الذي يمكن اعتباره حاسما». وأضاف «أطلب من قائد الأركان وكل العسكريين الاصطفاف إلى جانب الشعب وانقاذ الأمة». وحث المترشحين للرئاسيات للانسحاب من سباق الرئاسيات، كما طالب المتظاهرين مواصلة مسيراتهم بطريقة سلمية ومتحضرة.
في 11 يونيو 2019 أطلق لخضر بورقعة مع مجموعة من النشطاء مبادرة سياسية تحمل اسم (تظافر)، قدمت مجموعة من المقترحات لإخراج الجزائر من الأزمة التي تعيشها وفي بيانهم «أن إطلاقهم المبادرة نابع من باب المسؤولية السياسية والتاريخية، كجزائريين غيورين على الوطن ومستقبله»، وأكدوا أنهم حريصون من خلال المبادرة على تقريب وجهات النظر بين الجزائريين مدنيين كانوا أم عسكريين.
يوم 26 يونيو 2019 شارك لخضر بورقعة في لقاء “قوى البديل الديمقراطي” بمقر الإرسيدي والذي شاركت فيه العديد من الأحزاب السياسية والشخصيات الوطنية وفعاليات من المجتمع المدني، وفي مداخلته في اللقاء قال لخضر بورقعة ان السلطة وضعت خطتها ولها اسم الرئيس المقبل وتبحث عن طريقة من اجل منحه الشرعية 
في 30 جوان 2019 اعتقل لخضر بورقعة بتهمة اهانة هيئة نظامية وإضعاف الروح المعنوية للجيش حسب بيان لوكالة الأنباء الجزائرية. وتزامن اعتقاله مع حملة تشويه ضده في التلفزيون العمومي حيث شكك في تاريخه الثوري.
وفي اليوم الموالي من اعتقاله تأسس أكثر من خمسين محاميا ومحامية وثلاثة نقباء للدفاع عن لخضر بورڨعة بصفته سجينا سياسيًا وقد استأنف ممثلون عن هيئة دفاع “لخضر بورڨعة” أمر قاضي التحقيق بالابداع رهن الحبس المؤقت بانتظار جدولة قضيته أمام غرفة الاتهام.
وأصدر التلفزيون الجزائري بيان ينفي تخوين المجاهد لخضر بورقعة بل أن ماورد هو مسار الرجل بداية من تجنيده في الخدمة العسكرية الفرنسية من 54 إلى 1956 ثم التحاقه إلى صفوف الثورة.
واصدرت المنظمة الوطنية للمجاهدين بيان قالت فيه: إنها تحتفظ بحق رفع دعوى ضد “الأحزاب التي أعطت المجاهد اسمًا آخر غير اسمه وأساءت إلى تاريخه الكريم” .واضافت ”فإن المنظمة الوطنية للمجاهدين تتذكر الماضي الثوري “سي لخضر بورقعة”، وهو ما تعتبره المنظمة غير قابل للنكران.
في 7 أكتوبر 2019 أعلن محامو معتقلي الحراك الشعبي في ندوة صحفية عن انضمام المجاهد لخضر بورقعة للمضربين عن الطعام في سجن الحراش وقالت المحامية نبيلة إسماعيل أنّ لجوء سجناء الحراك الشعبي للإضراب عن الطعام هو "رد فعل من جانبهم على التماطل في الاجراءات القضائية. وأضافت المحامية أن الوضع الصحي للمجاهد لخضر بورقعة لا يسمح له بالاضراب عن الطعام، ما جعلها تدق ناقوس الخطر.

## الإفراج عنه
أفرج عن المجاهد لخضر بورقعة يوم 1 يناير 2020، بعد تولي السيد عبد المجيد تبون منصب رئاسة الجزائر.

## مذكراته
صدرت مذكراته مطلع التسعينات تحت عنوان «شاهد على اغتيال الثورة» يروي فيها أهم وأبرز محطات حياته ويتحسر فيها على إبعاد الثوار الحقيقيين عن الساحة وتبديلهم بعملاء المستعمر وتصفية الحسابات بين الفرقاء في جزائر الاستقلال ويعد من أهم المراجع التاريخية وأكثرها جرأة وصراحة. ويعد من الداعين إلى وضع جبهة التحرير في المتحف ومن المعارضين لطريقة تسيير البلاد.

## وفاته
في 4 نوفمبر 2020، توفي لخصر بورقعة بعد إصابته بفيروس كورونا عن عمر ناهز 87 سنة.

## الهوامش
1 : سميت كتيبة الزبيرية على اسم الملازم الزبير الذي توفي في مارس 1957 في صباغنية بالقرب من بوينان، مع مجموعة من الطلاب الذين انضموا لتوهم إلى مخابئ الولاية الرابعة. سُميت معظم الكتائب على اسم ضابط مات في القتال. وهكذا سميت العمرية على اسم الملازم عمر، الكريمية على اسم عبد الكريم، والحسنية على اسم حسن.

## روابط خارجية
- مائدة مستديرة لجبهة القوى الاشتراكية حول التنمية المحلية على يوتيوب.
- زيارة خاصة الأخضر بو رقعة.. حرب التحرير الجزائرية على يوتيوب.